# 스고 타카유키
스고 타카유키(1952년 8월 1일 ~)는 일본의 치바현 아이오카정 출신의 성우 겸 배우이다.

## 약력
애니보다는 외하 더빙 쪽에서 많이 활약한다. 대표적인 전담 배우로 알 파치노, 장 르노, 토미 리 존스 등이 있다. 애니메이션 쪽 대표작은 유우벡서의 라이젠, 히트가이 J의 J, 지옥소녀의 와뉴도,나루토의 센쥬 하시마라 등이 있다. 여담으로 원나블에 모두 출연했다.

## 출연작

### 애니메이션
- 강철의 연금술사 - 노인
- 고바야시네 메이드래곤 - 종언데 다모클레스
- 골든 카무이 시리즈 - 나가쿠라 신파치
- 기동전사 건담 UC - 카디아스 비스트
- 격투맨 바키 - 오로치 돗포
- 나루토 - 센쥬 하시마라
- 나이츠&매직 - 암브로시우스 타하보 프레메빌라
- 니아 언더 세븐 - 요시오카 미노루지
- 됴코 구울 - 요시무라
- 드래곤즈 도그마 - 드래곤
- 고스트 게임:디지몬 - 미이라몬
- 레고 닌자고 - 우나가미
- 레고 배트맨 무비 - 알프레드 페니워스
- 마다가스카 3 - 비탈리
- 명탐정 코난 - 무라카와 야스유키, 후네모토 타츠히토, 야부사키 요시유키, 카가미 에이조
- 몬스터 - 루디 길렌
- 무한의 주인 - 하바키 카기무라
- 문호 스트레이독스 시리즈 - 허먼 M
- 바카노! - 구스
- 방패 용사 성공담 - 삼용교 교황
- 블러드 플러스 - 그레이
- 블리치 - 참월
- 블리치 천년혈전 편 - 유하바하, 참월
- 블리치 천년혈전 편:결별담 - 유하바하
- 빈란드 사가 - 스벤 트베스케그
- 사무라이 참프루 - 카리야 카게토키
- 새벽의 연화 - 양금지
- 세스타스 -the Roman fighter - 데모크리토스
- 소년탐정 김전일 - 우이지에 타카유키
- 스타워즈:클론 전쟁 - 그리버스
- 시귀 - 마에다 이와오
- 아르스의 거수 - 바쿠라
- 아르슬란 전기 - 안드라고라스 3세
- 알드노아. 제로 - 레이리게일리아 버스 레이버스
- 우주전함 야마토 2199 - 오키타 쥬조
- 원피스 - 시류
- 유우백서 - 라이젠
- 유희왕 5D'S - 호세
- 유희왕 브레인즈 - 코가미 키요시
- 은하영웅전설 - 팡 추링
- 은혼 - 도로미즈 지로쵸
- 은여수-신의-사자 - 원숭이 사자
- 작안의 샤나 시리즈 - 천목일개
- 전투요정 유키카제 - 라이 툼
- 지옥소녀 - 와뉴도
- 천원돌파 그렌라간 - 내레이션, 20년 후의 시몬
- 천재 왕자의 적자국가 재생술 - 하갈
- 캐롤과 튜즈데이 - Mr. 슈바르츠
- 키노의 여행 - 여행자 c
- 프린세스 츄츄 - 큰 까마귀
- 프린세스 프린서플,프린세스 프린서플 crown handler - l
- 피터 그릴과 현자의 시간 - 알바트로스 생크투스
- 피터 그릴과 현자의 시간 super extra - 알바트로스 생크투스
- 한마 바키 2기 - 오로치 돗포
- 헤비 오브젝트 - 버퍼 프랜터즈
- 히트가에 J - J
- 히어로 마스크 - 스티브 마틀랜드
- gosick - 알베르 드 블루아
- Tari tari - 이사장

### 특촬
- 2013년 수전전대 쿄류저 - 백면신관 카오스